# 氷球姫×常磐木監督の過剰な愛情
『氷球姫×常磐木監督の過剰な愛情』（ひょうきゅうひめ ときわぎかんとくのかじょうなあいじょう）は、小野ハルカによる日本の漫画。『週刊少年サンデー』（小学館）にて、2013年49号から2015年18号まで連載していた。題名において「常磐木監督の過剰な愛情」は副題のような扱いであり、小書きにされることが多い。

## あらすじ
北海道の男子校に通う高校生・常磐木 松明。彼は、無頼のスポーツ系女子好きで、特に最近では、隣の女子高の氷球部（アイスホッケー部）のキャプテン・薔薇 紅羽に夢中であった。常磐木の紅羽に対する愛情はかなりのもので、いつしか彼女のストーカーとなり、勝手に部に出入りしては警備員に追い出される日々を送っていた。そんなある日、常磐木はひょんな出来事がきっかけで、氷球部の監督に仮就任することとなる。二つの練習試合で良い結果を出せれば、監督に正式就任できるというのだ。しかし、部員たちはみな、一癖も二癖もあるような者ばかり。常磐木は、持ち前の知識を生かして、部の小さな問題を解決していく。

## 登場人物

### 主要人物
常磐木 松明（ときわぎ たいまつ）
この物語の主人公。森林高校2年生で花籠女学園氷球部の監督。通称は「たいちゃん」。
本人は運動オンチだが、運動部系女子好きでその能力を見抜く希有な力を持ち、選手の怪我や不調の原因を見抜くことができる。しかしその行為は「見守りという名のストーキング」と称される。
パソコンで見た動画で薔薇紅羽に一目惚れ。紅羽の力になりたいという願望が頂点に達し、紅羽のチームの監督にふさわしいのは自分であると考えるに至る。監督就任前に紅羽のプレーに関するアドバイスとして送ったメールは5000通。
梅ヶ枝風花のスケーティング技術を見抜いたことを評価した紅羽が学園長に進言したことにより、花籠女学園氷球部の監督に2週間だけ仮採用される。鳥ノ山およびテンプル騎士女との練習試合を経て監督に正式採用された。
週に一回、動画配信サイトBstreamにてネットラジオ「領民の集い」を放送している。「領民」とは薔薇兄弟ファンの自称 であり、チャンネル登録者数は1万人を超える人気番組 となっている。
一人っ子。
薔薇 紅羽（そうび くれは）
この物語のヒロイン。自身の美貌と実力に自信を持っている。花籠女学園高等部2年生でポジションはセンターフォワード（スティックハンドはレフト）、背番号は9。
氷球部キャプテンで通称は「氷上の姫君」 または「姫」。
素早さを武器 とする選手で、ワケあって世界を制さ（）ねばならない。
もの心ついた頃から男女問わずいろいろな人につきまとわれたためストーカーには慣れており、常磐木にも動じない。
常にやんごとなき姫君として怒りや憎しみの表情は作らず、それらは仏像の微笑（）により表現される。
座右の銘は「目的のため有効なら手段を選ぶべきではない」 で、「去る者は追わない」「神仏には頼らない」 主義。
笑いのツボが微妙に昭和。
梅ヶ枝 風花（うめがえ ふうか）
花籠女学園氷球部の2年生でポジションはライトウィング（スティックハンドはレフト）、背番号は33。
元フィギュアスケート選手 でトップレベルのスケーティング技術とスタミナを持つが、スティックを操るハンドリングは苦手。
九州出身 だが、福岡遠征に来ていた紅羽のプレーに憧れてアイスホッケーに転向した。紅羽と一緒にプレーするため、花籠女学園へ転校。
白樺 武郎（しらかば たけお）
森林高校2年生。常磐木の幼なじみ で、読書と変人観察が趣味。通称は「カバちゃん」。
姉が二人いるため女の子慣れしている。
名前の由来は白樺派の小説家、有島武郎から。
薔薇 咲夏（そうび さえか）
森林高校2年生。紅羽の1歳年上の兄 で、薔薇家現当主直系の孫にして総領。
通称は「若」「若君」「サエちゃん」「バカ君」 など。
アイスホッケー選手としてはロシアホッケーリーグ（KHL）から注目されるほどの腕前だったが、監督を目指して中学卒業後にプレーヤーを引退し、カナダの高校に留学した。その際5ヶ月の待機期間があったため、1歳年下である常磐木と同学年の森林高校2年に転校してきた。
妹・紅羽のストーカーである常磐木の能力に興味を持ち、常磐木を観察する「ストーカーのストーカー」となった。
常磐木に要請され、全国高校女子アイスホッケー夏季大会までの期間限定 で花籠女学園氷球部のコーチを引き受けた。
桜花 咲耶（おうか さくや）
花籠女学園氷球部の元選手（スティックハンドはレフト）で、当時の背番号は9。
松明が運動部女子好きになるきっかけとなった女性 であると同時に、紅羽がアイスホッケーを始めるきっかけを与えた。
日本代表メンバーに決まる ほどの実力者であったが、テンプル騎士女アイスホッケー部との試合においてリーリャ・ラヴロワと絡んだ事による負傷をきっかけとして故障が続き、花籠女学園を辞めた。
過去の経緯から他人に対しても自分に対しても真剣に立ち向かえない七咎学園の選手に真剣勝負の面白さを知ってもらうため、七咎学園アイスホッケー部のコーチに就任した。

### 私立花籠女学園
前年（2013年度）の全国高校女子アイスホッケー夏季大会4位。園内にリンクを持つ。学園長は紅羽の祖父。
薔薇 紅羽（そうび くれは）
2年生でポジションはセンターフォワード。氷球部キャプテン。
詳細は主要人物を参照。
梅ヶ枝 風花（うめがえ ふうか）
2年生でポジションはライトウィング。
詳細は主要人物を参照。
宵待 鬼灯（よいまち ほおずき）
3年生でポジションはライトディフェンス（スティックハンドはレフト）、背番号は44。
通称は「氷上の生き霊」「ズキさん」。
実力者 で轟前監督の「切り捨て政策」を生き抜いた唯一の3年生。
下手な選手と合わせるのは苦手で、相方のディフェンダーとの連携をおろそかにしがち だが、幼なじみである索牛子あおいとは連携できる。
気まぐれでやる気のないプレーをすることも多いが、実力のある相手には好戦的になる。
寝てないように見せかけて寝るのが特技。
索牛子 あおい（けにこし あおい）
3年生でポジションはレフトディフェンス（スティックハンドはライト）、背番号は28。
宵待鬼灯とは幼なじみ で、元マネージャー。
中学まではプレーしていたが、あがり症で試合に出ると頭が真っ白になるため、選手になるのは諦めた。ただし、宵待と一緒の時だけはあがらずにプレーできる。
筋肉の付き方・使い方から元ディフェンダーであることを見抜いた常磐木に抜擢され、選手に復帰した。
あわてると人前でも脱ぎ出すなどドジな面がある。
百合原 白（ゆりはら しろ）
1年生でポジションはレフトウィング（スティックハンドはライト）、背番号は21。
通称は「シロ」、「マロ」。
両利きの手を活かしてスティックを操る ハンドリングのスキルは全国でもトップクラス だが、スタミナがない。
病弱 で動揺すると吐血するクセがある。実家は老舗菓子店「白百合堂」 で、特に大福が好き。
秋津羽 芙蓉（あきつは ふよう）
2年生でポジションはゴールキーパー（キャッチハンドはレフト）、背番号は92。
元は第1セットのライトウィング（スティックハンドはレフト）。身長158センチ、体重55キロ。
父は秋津羽スポーツクラブのオーナー で元プロボクサー。
父から「ライバルは探してでも見つけろ」と教えられて育つ。小学3年生の時に観戦したアイスホッケーの試合で、ライバルにふさわしい子として紅羽を見つけ「ライバルにしてあげる」と宣言するが、紅羽からは「つきあう相手は選ぶよう祖父から言われている」ために断られてしまう。
それでも紅羽に自分を認めさせるべくアイスホッケーを始め、高校1年生でようやく紅羽と同じ第1セットのライン（センターフォワードと左右のウィングを構成する3人）でプレーするまでに至った。
常磐木による風花の抜擢でポジションを奪われ、一時的にアイスホッケーをやめることも考えたが、護身術として父から教えられたボクシング仕込みの動体視力と瞬発力 を見抜いた常磐木により、ゴールキーパーに転向した。
八峯 椿（やつお つばき）
2年生でポジションはレフトディフェンス（スティックハンドはライト）、背番号は26。
氷球部副キャプテン
先祖代々薔薇家と繋がりがあり、幼い頃から紅羽とプレーしてきた。冷静さと視野の広さが強み。
千歳 桃（ちとせ もも）
2年生でポジションはライトディフェンス（スティックハンドはレフト）、背番号は50。
先祖代々薔薇家と繋がりがあり、幼い頃から紅羽とプレーしてきた。気まぐれ屋さんで予測のつかないプレーをする。
山吹 こがね（やまぶき こがね）
1年生でポジションはゴールキーパー（キャッチハンドはレフト）、背番号は7。
蕪村 菜花（かぶむら なのか）
1年生でポジションはレフトウィング。通称は「ナノ」。
泣き虫で嬉しくても悲しくてもとりあえず泣く。
日向 なつみ（ひゅうが なつみ）
1年生でポジションはライトウィング（スティックハンドはレフト）。通称は「ヒューガ」。
宮城野 小萩（みやぎの こはぎ）
1年生でポジションはレフトディフェンス（スティックハンドはライト）。通称は「ハギ」。
夢見がちで現実逃避してすぐに眠りたがる。立ってても眠ることができる。
常磐木を「おうじさま」として慕っており、「ずっとお姫様だと思っていてもらえるように」頑張っている。
部内では風花に次ぐスケーティング能力の持ち主 で、重心をどこに置いているかわからず読めない動きは「夢遊病滑り」と呼ばれる。
鼓 草綿（つつみぐさ わたば）
1年生でポジションはライトディフェンス、背番号は24。通称は「つづみん」。
紅羽たちの卒業後、氷球部の部長に就任。
稲荷 葛葉（いなり くずは）
1年生でポジションはレフトウィング。
花丘 すみれ（はなおか すみれ）
2年生でポジションはライトディフェンス。
小出 緯毬（こいで まり）
1年生でポジションはレフトウィング。
猫柳 ミヤ（ねこやなぎ ミヤ）
1年生でポジションはライトウィング。
長谷 撫子（はせ なでしこ）
1年生でポジションはレフトディフェンス。通称は「でこちゃん」。
紅羽たちの卒業後、氷球部の副部長に就任。
君影 美鈴（きみかげ みすず）
1年生でポジションはライトディフェンス。
轟 猛彦（とどろき たけひこ）
氷球部の前監督。「切り捨て政策」と言われる暴力的な指導 が目立つ。
経歴は優秀だが、裏では自分の気に入らない選手を潰しているという悪評がある。

### 北海道立森林高校
花籠女学園の向かいにある男子校。
常磐木 松明（ときわぎ たいまつ）
2年生。花籠女学園氷球部の監督。
詳細は主要人物を参照。
白樺 武郎（しらかば たけお）
2年生。
詳細は主要人物を参照。
薔薇 咲夏（そうび さえか）
2年生。花籠女学園氷球部のコーチ。
詳細は主要人物を参照。
杉 健太郎（すぎ けんたろう）
常磐木、白樺、咲夏がいるクラス2-Bの担任教師。通称は「スギケン」。

### 北海道立鳥ノ山高校
前年（2013年度）の全国高校女子アイスホッケー夏季大会5位。
雀田 米（すずめだ よね）
3年生でポジションはセンターフォワード（スティックハンドはレフト）、背番号は5。
女子アイスホッケー部キャプテン。
隼 翔子（はやぶさ しょうこ）
2年生でポジションはライトウィング（スティックハンドはレフト）、背番号は19。
鷲 教助（おおとり きょうすけ）
女子アイスホッケー部監督。

### 私立テンプル騎士女学園
前年（2013年度）の全国高校女子アイスホッケー夏季大会の優勝校。
鞠愛 ラーゲルレーヴ（まりあ ラーゲルレーヴ）
2年生でポジションはセンターフォワード（スティックハンドはレフト）、背番号は6。
「容姿と実力を兼ね備えた女子アイスホッケー選手」として紅羽とよく比較され、「姫君かマリア様か」とネット上で不毛な争いが繰り広げられている。
神音 ミサ（かのん ミサ）
3年生でポジションはライトウィング（スティックハンドはレフト）、背番号は59。
アイスホッケー部キャプテン。
遠距離から高速のシュートをたたき込むことから「スナイパー」と呼ばれる。
霧江 いのり（きりえ いのり）
1年生でポジションはゴールキーパー（キャッチハンドはレフト）、背番号は17。
日本の高校生女子アイスホッケー界最強のゴールキーパーと言われる実力の持ち主。
栄 ひかる（さかえ ひかる）
ポジションはレフトウィング（スティックハンドはライト）、背番号は40。
ディフェンスの経験もあり、通称は「ヒッキー」。
暮戸 信（くれど しん）
ポジションはライトディフェンス（スティックハンドはレフト）、背番号は8。
暮戸 望（くれど のぞみ）
ポジションはレフトディフェンス（スティックハンドはライト）、背番号は35。
暮戸信とは姉妹。
イリーナ・トルスタヤ
ポジションはライトウィング（スティックハンドはレフト）、背番号は66。
ロシアからの留学生で、通称は「イーラ」。
ラフプレーやフェイクショットなど、人を欺くプレーが得意。
全国高校女子アイスホッケー夏季大会を前に七咎学園へ転校した。
リーリャ・ラヴロワ
アイスホッケー部監督。テンプル騎士女学園アイスホッケー部の元選手で当時の背番号は66。
シスター名はアンジェリーカ。
普段は虫も殺せないような性格だが、ピンチに陥ると攻撃的な第2人格「悪魔憑きモード」が覚醒し、常人離れした記憶力とそれを元にした正確な予測で意外な作戦を繰り出す。

### 私立カンナカムイ高校
前年（2013年度）の全国高校女子アイスホッケー夏季大会の準優勝校。学校の創立当初は女生徒が少なかったため、アイスホッケー部は男女混合の部活動を続けている。テンプル騎士女とは「宿命のライバル」 で、毎年恒例の交流戦「北十字祭」が行われている。
熊代 火爪（くましろ かづめ）
3年生でポジションはセンターフォワード（スティックハンドはレフト）、背番号は7。
アイスホッケー部キャプテン。
花籠女学園氷球部の主力でもっとも小柄 な百合原白よりも更に背が低く、食事の際は座高不足を補うため椅子に雑誌を敷いて座る。
常磐木が脚の筋肉を触っても 女子更衣室に忍び込んでも全く動じない。
監督の荒神雷が現役時代に使用していたスティックを譲り受け、身長に合わせてギリギリ使える長さに切って使用している。
秋鮭 勇魚（あきさけ いさな）
3年生でポジションはライトウィング（スティックハンドはライト）、背番号は19。
大姥 百合香（おおうば ゆりか）
1年生でポジションはライトディフェンス（スティックハンドはレフト）、背番号は88。
百合原白の親戚。
熊代 爪牙（くましろ そうが）
アイスホッケー部の男子部員（スティックハンドはレフト）で火爪の弟。
空手もかじっており、氷上で"ケンカ"が必要になったときや仲間のプレーヤーを守らなくてはならない場面で出て行く「エンフォーサー（用心棒）」。
咲夏と一悶着あったがそのシュートに衝撃を受け、咲夏から教えを受けることと引き替えに、男子選手を集めて花籠女学園氷球部の練習相手となる。
荒神 雷（あらがみ あずま）
アイスホッケー部監督。
現役時代は余裕たっぷりでサラッと勝ってしまうような選手であったため、「無敵の雷神」と呼ばれていた。
オリンピック予選の敗退と父親が倒れたことが重なって現役を引退した。

### 私立七咎学園
前年（2013年度）の全国高校女子アイスホッケー夏季大会3位。監督もコーチも選手も他で問題児扱いされたアウトサイダーばかり集めている。コーチは顔も名前も不明。
イリーナ・トルスタヤ
全国高校女子アイスホッケー夏季大会を前にテンプル騎士女学園から転校してきた。
詳細はテンプル騎士女を参照。
蛇ノ目 渦（じゃのめ うず）
2年生でポジションはレフトディフェンス（スティックハンドはレフト）、背番号は56。
蠅王 四羽（はいおう よつは）
2年生でポジションはライトディフェンス（スティックハンドはレフト）、背番号は17。
執業 青葉（しぎょう あおば）
アイスホッケー部監督。
ゴスロリな服を着て女装しているが男性で、Gストリングの下着を着用している。
女装する前の16歳の時に出会った当時6歳の紅羽の貴人（）然とした態度により被虐性欲（）に火がついた。以来、冷たくあしらわれることを目的に2年間紅羽につきまとっていた。
高校卒業と同時に海外留学をしていたが、七咎学園アイスホッケー部の監督になるため帰国した時には女装するようになっていた。
桜花 咲耶（おうか さくや）
アイスホッケー部コーチ。
詳細は主要人物を参照。

## 単行本
1〜6巻の表紙カバー裏では、スティックやパックなどのアイスホッケー用具が解説されている。
1. 第1巻 2014年2月7日発売[小 1] ISBN 978-4-09-124573-1
2. 第2巻 2014年4月18日発売[小 2] ISBN 978-4-09-124619-6
3. 第3巻 2014年7月18日発売[小 3] ISBN 978-4-09-125027-8
4. 第4巻 2014年10月17日発売[小 4] ISBN 978-4-09-125280-7
5. 第5巻 2015年1月16日発売[小 5] ISBN 978-4-09-125559-4
6. 第6巻 2015年4月17日発売[小 6] ISBN 978-4-09-125816-8
7. 第7巻 2015年6月18日発売[小 7] ISBN 978-4-09-126019-2

## 取材協力
- 日本アイスホッケー連盟
- 加藤じろう
- 西武プリンセスラビッツ
- 慶応義塾体育会スケート部ホッケー部門

#### 小学館コミック
1. ↑  “『氷球姫×常磐木監督の過剰な愛情 1』”. 2015年6月23日閲覧。
2. ↑  “『氷球姫×常磐木監督の過剰な愛情 2』”. 2015年6月23日閲覧。
3. ↑  “『氷球姫×常磐木監督の過剰な愛情 3』”. 2015年6月23日閲覧。
4. ↑  “『氷球姫×常磐木監督の過剰な愛情 4』”. 2015年6月23日閲覧。
5. ↑  “『氷球姫×常磐木監督の過剰な愛情 5』”. 2015年6月23日閲覧。
6. ↑  “『氷球姫×常磐木監督の過剰な愛情 6』”. 2015年6月23日閲覧。
7. ↑  “『氷球姫×常磐木監督の過剰な愛情 7』”. 2015年6月23日閲覧。